# ساموئل لیورمور
ساموئل لیورمور (به انگلیسی: Samuel Livermore) سناتور سابق عضو حزب فدرالیست (آمریکا) بود. وی در سال ۱۷۹۳ تا ۱۸۰۱ میلادی سناتور ایالت نیوهمپشایر در سنای ایالات متحده آمریکا بود.